# Estadio Municipal Eladio Rojas
El Estadio Municipal Eladio Rojas es un recinto deportivo ubicado en la ciudad de Tierra Amarilla, Región de Atacama, Chile. Es propiedad de la Ilustre Municipalidad de Tierra Amarilla y cuenta con una capacidad de 3.000 espectadores.
El recinto albergó los partidos de local de Deportes Copiapó durante la construcción del Estadio Luis Valenzuela Hermosilla en el año 2011 y posteriormente algunos otros durante los años 2015 y 2016 tras el Temporal del norte de Chile de 2015 que causó serios daños en el estadio copiapino.
El estadio lleva el nombre del destacado exfutbolista chileno Eladio Rojas, nacido en Tierra Amarilla, quién fuera una de las figuras del histórico plantel de la Selección Chilena que conquistó el tercer lugar del Mundial de 1962, cita planetaria en que anotó dos goles incluyendo el gol que consagró a Chile con el bronce ante Yugoslavia.

## Instalaciones
El Estadio cuenta con carpeta de césped sintético, pista de atletismo de 6 carriles y foso de lanzamientos, 4 torres de iluminación artificial, casetas para radio y televisión, un palco bajo marquesina, camarines y servicios higiénicos y 2 tribunas para 3.000 espectadores en total. El campo de juego tiene una orientación oriente-poniente.

## Reconstrucción de 2018-2019
El día 13 de mayo de 2017, un desborde del Río Copiapó causó graves inundaciones en la ciudad de Tierra Amarilla. El Estadio fue gravemente afectado viendo su cancha y pista de atletismo completamente inundadas y luego cubiertas de barro. Tal como sucedió en Copiapó las obras de reconstrucción recién culminaron hacia finales del año 2019.